# Merlin Olsen
Merlin Olsen, född 15 september 1940 i Logan, Utah, död 11 mars 2010 i Duarte, Kalifornien, var en amerikansk skådespelare och före detta professionell amerikansk fotbollsspelare.
Olsen är främst känd för att ha spelat Jonathan Garvey i TV-serien Lilla huset på prärien och för att ha tillhört "The Fearsome Foursome" i det professionella amerikanska fotbollslaget Los Angeles Rams mellan 1962 och 1976.

## Filmografi i urval
- 1969 – De obesegrade
- 1970 – Petticoat Junction (TV-serie)
- 1971 – En stor grej
- 1975 – Mitchell
- 1977–1981 – Lilla huset på prärien (TV-serie)
- 1980 – Gyllene ögonblick
- 1981–1983 – Father Murphy (TV-serie)
- 1986 – Fathers and Sons (TV-serie)
- 1988 – Aaron's Way (TV-serie)
- 1991 – Michael Landon: Memories with Laughter and Love (dokumentär)
- 1997 – Michael Landon (dokumentär)